# Platymischos dobrogensis
Platymischos dobrogensis är en stekelart som först beskrevs av Constantineanu och Pisica 1959.  Platymischos dobrogensis ingår i släktet Platymischos och familjen brokparasitsteklar. Inga underarter finns listade i Catalogue of Life.